# Seznam ostrovů Prahy
Seznam ostrovů v Praze zahrnuje současné i bývalé (zaniklé) ostrovy v Praze. Jedná se především o ostrovy na Vltavě, která je s výjimkou krátkého úseku Berounky před ústím do Vltavy jedinou řekou v Praze. Další ostrovy vznikaly v souvislosti s vytváření umělých vodních nádrží.

## Vltavské ostrovy
V pořadí ve směru toku Vltavy:
- Oficiálně nepojmenovaný ostrov, lidově zvaný Ledárenská proudnice, Branická Borta, Branická nudle nebo Hostrov. Původně část takzvané proudnice branických ledáren (poblíž Braníku, před Barrandovským mostem; délka cca půl km, šířka cca 10 m, rozloha 0,68 ha)
- Císařská louka (Královská louka)
- Veslařský ostrov (Schwarzenberský ostrov)
- Petržilkovský ostrov (Jesuitský ostrov)
- Dětský ostrov (Maltézský ostrov, Funkovský ostrov, Hyršův ostrov, Židovský ostrov)
- Slovanský ostrov (Barvířský ostrov, Šítkovský ostrov, Engelův ostrov, Andělův ostrov, Žofínský ostrov, Žofín)
- Střelecký ostrov (Trávník, Hořejší ostrov, Malé Benátky, Malý ostrov)
- Kampa (Dolejší ostrov)
- Ostrůvek u Staroměstských mlýnů, mezi Karlovým mostem a Novotného lávkou (nepojmenovaný)
- Křižovnický ostrov
- Štvanice (Velké Benátky, Velký ostrov)
- Císařský ostrov (Trojský ostrov)
- Ptačí ostrov (štěrkový ostrůvek u zoologické zahrady v Troji naproti Císařskému ostrovu)

## Zaniklé vltavské ostrovy

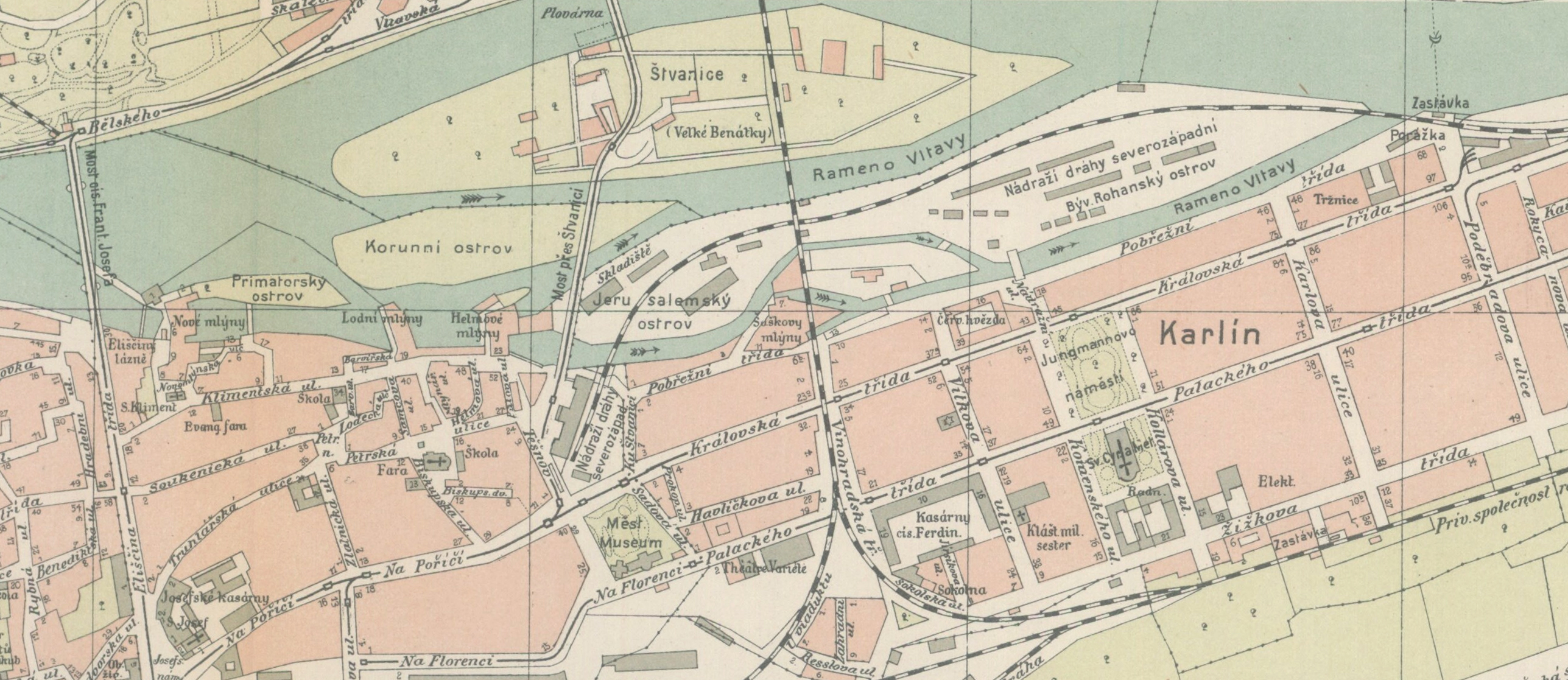
Ostrovy u Štvanice kolem roku 1910

Řada ostrovů v dolní části pražské Vltavy, kde řeka tvoří charakteristický zákrut o 180 stupňů, zanikla na konci 19. a v první třetině 20. století při regulaci řeky, kdy byly propojeny se suchou zemí zasypáním říčního ramene (většina bývalých ostrovů v oblasti Karlína, Libně a Holešovic). Ostrov Kampa nezanikl, ale zatrubněním Čertovky a propojením jižního konce s pevninou se stal de facto poloostrovem.
Skupina menších ostrovů u Štvanice
Zanikly při regulaci nábřeží na rozhraní Nového Města a Karlína
- Primátorský ostrov
- Korunní ostrov
- Kamenský ostrov
- Papírnický ostrov
- Jerusalemský ostrov

Větší ostrovy v úseku Karlín–Troja
- Rohanský ostrov
- Libeňský ostrov
- Holešovický ostrov
- Trojský ostrov

## Ostrovy mimo Vltavu
- Růžový ostrov tvořený Botičem a náhonem Hamerského rybníka
- Dubový pahorek v Královské oboře – původně umělý ostrov uprostřed Rudolfova rybníka[1]
- Ostrůvek na rybníku Velká Markéta (Markéta I) u Břevnovského kláštera na potoku Brusnice
- Ostrůvek uprostřed nádrže ve Valdštejnské zahradě se sochou Herkula bojujícího s drakem a sochami najád
- Ostrůvek na Kyjském rybníku
- Ostrůvek na Počernickém rybníku